# Ryton (Warwickshire)
Ryton – osada w Anglii, w Warwickshire. Leży 5,8 km od miasta Nuneaton, 23,7 km od miasta Warwick i 140,6 km od Londynu. W latach 1870–1872 osada liczyła 363 mieszkańców.